# Riviera, Texas
Riviera är en så kallad census-designated place i Kleberg County i Texas. Vid 2010 års folkräkning hade Riviera 689 invånare.